# Монтана
Вижте пояснителната страница за други значения на Монтана.
Монта̀на е областен град в Северозападна България, административен и стопански център на едноименните община Монтана и област Монтана. Населението на града е 36 633 жители според оценка на НСИ към 31.12.2022 г. По данни на ГРАО към 15 юни 2024 г. в града живеят 38 694 души по настоящ адрес и 46 946 души по постоянен адрес.

## Имена на града
Първото име на града, дадено му от римляните, е Монтанензиум.
Селището се споменава за първи път под името Кутловица в османски документ от 1575 г. Освобождението на България през 1878 г. заварва селото с името Голяма Кутловица (като река Огоста го дели от село Малка Кутловица) и с население по-малко от 1000 жители.
На 2 декември 1891 г. с местна инициатива Голяма Кутловица е преименувана на Фердинанд, като с жеста си заслужава благоволението на княз Фердинанд I и получава статут на град. Тогава градът е наброявал около 1 500 жители – българи, турци и евреи.
През 1945 г. правителството на Отечествения фронт преименува града на Михайловград на името на загиналия през 1944 г. комунистически активист Христо Михайлов, работил в организацията на БКП и взел участие в Септемврийското въстание в града.
През 1993 г. с указ на президента Желю Желев името на града е променено на Монтана (по античното си име Municipio Montanensium).

## География

### Местоположение и релеф
Градът се намира на 109 км от столицата София, на 259 км от Пловдив, на 423 км от Варна и на 493 км от Бургас. Също така е разположен на около 45 километра южно от река Дунав и на около 30 км източно от границата със Сърбия в долината между язовир „Огоста“ и възвишението Пъстрина. Важен коридор между Северозападна България и София през прохода Петрохан.
Градът се намира в Предбалкана, в предпланински район на север от Стара планина, с хълмист терен и средна надморска височина от 350 m, защото „лежи“ в източното подножие на Михайловградския баир (кота 327 m), който е част от Веренишкото бърдо и Западния Предбалкан.

### Климат
Климатът е умереноконтинентален, със студена зима и горещо лято. Преобладаващи са запад-северозападните ветрове. Големият воден басейн и насеченият релеф рядко позволяват стихване на вятъра до 0 м/с. Характерен за нощните часове е и планинско-долинен бриз от югозапад, който охлажда. По правило не е силен, но през пролетта и лятото може да достигне 10 м/сек и повече заради по-бързото изстиване на планинския склон от низината след залез, което генерира поток с тежък, студен въздух надолу към Предбалкана.
В студеното полугодие има температурни инверсии, с мъгли и/или ниска слоеста облачност и се наблюдава фьон (наричан също „южняк“), който води до пролетни температури и снеготопене, а при арктични въздушни маси, когато язовирът замръзне и няма излъчване на топлина от водата, се отбелязват и стойности под -20 °C. През топлото полугодие се регистрират градушки.
Първите отрицателни температури и слани най-често са през втората половина на октомври, а последните – в края на март. Средният брой на дните със снежна покривка е между 40 и 45, средната ѝ височина е 8 см. Максимумът на валежите по норма е през май-юни, минимумът – през февруари, но с климатичните промени те стават все по-неравномерно разпределени, зачестяват и дългите засушавания.
В южната част на стената на язовир „Огоста“ (203 м н.в) се намира Хидро-метеорологична обсерватория Монтана. В нея се извършват постоянни наблюдения от агроном, метеоролози и хидролози. Първите официални прогнози за времето тук се правят от 1892 г., когато към местната пощенска станция е открита метеорологична станция. През 2007 г. е отчетена най-високата температура от 43,6 градуса по Целзий.
Климатични данни
| Средни температури (в °C) от статия на С. Стайков „Вертикално разпределение на температурата в България“ / Физико-математическо списание, 1912 г. и средни валежи (в mm) за период 1899 – 1936 г. чрез архив данни от дъждомерната станция на града в тогавашен Фердинанд |         |        |         |         |         |         |         |         |         |        |        |         |
| яну | фев     | мар    | апр     | май     | юни     | юли     | авг     | сеп     | окт     | ное    | дек    | год     |
| -1,3 °C | -0,7 °C | 5,6 °C | 12,1 °C | 17,0 °C | 20,7 °C | 23,4 °C | 22,7 °C | 16,4 °C | 12,6 °C | 5,8 °C | 0,6 °C | 11,4 °C |
| 31 mm | 26 mm   | 35 mm  | 45 mm   | 75 mm   | 75 mm   | 54 mm   | 47 mm   | 40 mm   | 53 mm   | 41 mm  | 36 mm  | 558 mm  |

През септември 1923 г., януари 1925 г. и септември и ноември 1926 г. не е имало никакви валежи. Най-суха е била 1918 г. с едва 205 л/кв.м.
| Средни годишни температури около средата на 20 век (Стоян Марков. „Град Фердинанд – антропогеографски проучвания“ |         |         |         |         |         |         |         |         |         |
| 1917 | 1918    | 1919    | 1920    | 1921    | 1922    | 1923    | 1924    | 1925    | 1926    |
| 11,0 °C | 13,8 °C | 11,1 °C | 9,6 °C  | 11,1 °C | 11,2 °C | 12,8 °C | 10,5 °C | 12,3 °C | 11,8 °C |
| 1927 | 1928    | 1929    | 1930    | 1931    | 1932    | 1933    | 1934    | 1935    | 1936    |
| 12,1 °C | 11,8 °C | 9,8 °C  | 11,6 °C | 10,7 °C | 11,2 °C | 10,1 °C | 12,4 °C | 11,6 °C | 12,1 °C |

| Средни температури (в °C) и валежи (в mm) по норма 1961 – 1990 г. |        |        |         |         |         |         |         |         |         |        |        |         |
| яну                                                               | фев    | мар    | апр     | май     | юни     | юли     | авг     | сеп     | окт     | ное    | дек    | год     |
| -1,2 °C                                                           | 1,1 °C | 5,7 °C | 11,8 °C | 16,7 °C | 20,0 °C | 22,1 °C | 21,6 °C | 17,7 °C | 11,5 °C | 5,7 °C | 1,2 °C | 11,2 °C |
| 35 mm                                                             | 32 mm  | 41 mm  | 54 mm   | 81 mm   | 81 mm   | 52 mm   | 46 mm   | 41 mm   | 38 mm   | 52 mm  | 41 mm  | 594 mm  |

Разработването на новата 1991 – 2020 норма и наличният 100-годишен архив ще дадат индикации за посоката в промяната на климата в новото време с намаляване/увеличаване на валежите и трендът при градусите.
| Скорост на вятъра (м/сек.) за период 1931 – 1970 г. |         |         |         |         |         |         |         |         |         |         |         |         |
| яну                                                 | фев     | мар     | апр     | май     | юни     | юли     | авг     | сеп     | окт     | ное     | дек     | год     |
| 1,7 m/s                                             | 1,9 m/s | 2,1 m/s | 2,1 m/s | 2,0 m/s | 1,8 m/s | 2,0 m/s | 1,9 m/s | 1,7 m/s | 1,5 m/s | 1,6 m/s | 1,7 m/s | 1,8 m/s |

В периода от таблицата станцията е била в урбанизирана градска среда, а язовирът не е бил наличен. Наблюденията на брега на язовира се правят чак от 1986 г. с вече построен язовир, но обемът му тогава е по-малък от днешния.

### Деление
Най-старата част на града е кварталът в подножието на Монтанското бърдо (Баира). Квартали на Монтана са жилищните комплекси „Младост 1“, „Младост 2“ и „Плиска“ (в северозападната част на града), Кошарник, „Огоста“, Живовски квартал”, Мала Кутловица, „Пъстрина“ и „Изгрев“. Последните 3 квартала са единствените, които се намират на десния бряг на Огоста, докато по-голямата част от града се намира на левия ѝ бряг.

## История

### Римска епоха
Районът около Монтана става част от римската провинция Горна Мизия през 29 г. пр.н.е. заради стратегическото си местоположение. Бърдото е изиграло главна роля за построяването на военен гарнизон, чиято цел е била да предпазва от идващи от север вражески нашествия. Около 160 г. военният лагер, основан вероятно на мястото на старо тракийско селище, получава градски права под името Монтанензиум (на латински: Municipio Montanensium), което се превежда буквално като „планинско селище“ (поради непосредствената близост на Балкана).
Градът се развива и благоустроява по римски модел и става второто по важност селище в Горна Мизия след Рациария (Арчар). През този период е изградена крепостта на хълма над Монтана, обществени сгради, храмове, бани и театри. Монтана се превръща в типично имперско селище, където съжителстват местното романизирано население, италийски и малоазийски заселници.
Във и около града са известни останките на четири късноантични църкви, датирани към IV век – в източния край на крепостта, в нейното подножие, на 6 километра североизточно и на 7 километра югозападно от нея.
Основа на икономиката са едрите земевладелци от италийски произход и техните вили и имения, където местното население служи като работна ръка при добива на земеделска продукция и злато по поречието на Огоста. В града има и прослойка гръкоезични заселници от източен произход, занимаващи се със занаятчийство и лихварство. За покровители на града в духа на елинизма са обявени Диана и Аполон.

### Средновековие
Между 440 и 490 г. Северозападна България е опустошена от набезите на хуните на Атила и готите. Между 500 и 560 г. славяните и аварите нанасят пореден опустошителен удар върху гръко-римската култура в региона, а заселилите се в района славяни наричат селището Кутловица. По времето на Първото и Второто българско царство селището се възстановява и става център на епархия.

### Османска империя
След превземането на Кутловица от османците селището е разорено и запустява. Между 1450 и 1688 г. поради стратегическото си значение Кутловица е заселена от турци и преживява нов разцвет като типично ориенталски град. Построени са две джамии, турска баня, чешми и нови обществени сгради. Чипровското въстание и неговият разгром, в който участват турци от Кутловица, затвърждават облика на Кутловица като османски остров и пост срещу австрийското влияние през следващите XVIII и XIX век.
Непосредствено преди Освобождението в града има турска махала (около 600 души) около сегашната улица „Извора“, българска махала (50 души) и циганска махала (100 души).

### Съвременна България
След Освобождението започва масивна миграция на население към Кутловица. Първата група, която се заселва в града, са земеделци от района на Белимел и Митровци. Следва голяма вълна преселници от Берковско и след 1912 г. – преселници от Царибродско, Годечко, Софийско, Троянско, както и от Македония. Заедно с притока на население след 1878 г. в града стремително се развива инфраструктурата. Построяват се електрическа мрежа, жп гара, поща, болница, дава се началото на панаир и читалище в града. Градът е един от центровете на Септемврийското въстание през 1923 г. – неуспешен бунт, организиран от Българската комунистическа партия (тесни социалисти) (БКП (т.с.)) под натиск от Коминтерна. Метежниците завземат града и за кратко установяват преврат.
След 9 септември 1944 г. има масова равномерна миграция към Монтана от всички селища в тогавашния Михайловградски окръг. Градът преживява икономически разцвет и силно се развива като промишлен център. През този период са построени завод за акумулатори, 2 машиностроителни завода, завод за инструменти, предачна фабрика, завод за подова керамика и фитинги.

### Административен център
От 1878 г. до днес Монтана е част от различни административни единици, според многобройните закони за административно деление на България.
След Освобождението Кутловица влиза във Вълчедръмската околия, която е част от Ломско окръжие. С Указ № 782 от 10 ноември 1882 г. [ДВ, бр. 132, 18.11.1882] седалището на Вълчедръмската околия се премества в Кутловица и околията се преименува в Кутловишка.
При административната реформа от 1901 г. Ломско окръжие е закрито и Фердинадска околия влиза в новосъздадената Врачанска област.
С Указ № 794 от 24 септември 1949 г. [ДВ, бр. 224, 28.09.1949] страната е разделена на 14 окръга, като Михайловградска околия влиза във Врачански окръг.
Между 1959 и 1987 г. Михайловград е център на Михайловградски окръг. Към града са присъединени селата Кошарник и Мала Кутловица – от 1 януари 1960 г., както и Живовци от 2 март 1976 г.
През 1987 г. страната е разделена на области и Михайловград става център на Михайловградска област, обединяваща бившите Видински, Врачански и Михайловградски окръзи.
При последната административна реформа от 1999 г. Област Монтана се разделя на областите Монтана, Враца и Видин, като територията на Област Монтана съвпада по територия с Михайловградски окръг от 1959 г.

## Население
Численост на населението според преброяванията през годините:
| \| Година на преброяване \| Численост \| \| --------------------- \| --------- \| \| 1934 \| 9045 \| \| 1946 \| 11 178 \| \| 1956 \| 16 278 \| \| 1965 \| 27 928 \| \| 1975 \| 40 085 \| \| 1985 \| 51 595 \| \| 1992 \| 52 476 \| \| 2001 \| 49 176 \| \| 2011 \| 43 781 \| \| 2021 \| 37 653 \| |           |
| Година на преброяване | Численост |
| 1934 | 9045      |
| 1946 | 11 178    |
| 1956 | 16 278    |
| 1965 | 27 928    |
| 1975 | 40 085    |
| 1985 | 51 595    |
| 1992 | 52 476    |
| 2001 | 49 176    |
| 2011 | 43 781    |
| 2021 | 37 653    |

Долната таблица показва изменението на числеността на населението на града в периода от 1934 до 2021 г.
| Монтана                                                                                  | Монтана | Монтана | Монтана | Монтана | Монтана | Монтана | Монтана | Монтана | Монтана | Монтана | Монтана | Монтана | Монтана | Монтана | Монтана |
| ---------------------------------------------------------------------------------------- | ------- | ------- | ------- | ------- | ------- | ------- | ------- | ------- | ------- | ------- | ------- | ------- | ------- | ------- | ------- |
| година                                                                                   | 1934    | 1946    | 1956    | 1965    | 1975    | 1985    | 1992    | 2001    | 2005    | 2007    | 2009    | 2011    | 2013    | 2017    | 2021    |
| население                                                                                | 9045    | 11178   | 16278   | 27298   | 40085   | 51595   | 52476   | 49176   | 46866   | 45934   | 45350   | 43375   | 42426   | 39838   | 37653   |
| Източник: Национален статистически институт, „Citypopulation.de“ и „Pop-stat.mashke.org“ |         |         |         |         |         |         |         |         |         |         |         |         |         |         |         |

## Управление и политика

### Общински кмет
- 2023 – Златко Живков (Местна коалиция „СДС (ГЕРБ, БНД, ВМРО-БНД и ЗНС)" печели на първи тур със 55,70% срещу Петър Петров (Възраждане) с 20,70%

- 2019 – Златко Живков (Местна коалиция „СДС (ГЕРБ, БНД, ВМРО-БНД и ЗНС)" печели на първи тур със 71,75% срещу кандидата на БСП Илия Илиев с 13,84%.[15]
- 2015 – Златко Живков (Коалиция ”Заедно за Монтана”) печели на първи тур с 54,53% срещу кандидата на ГЕРБ Дилян Димитров
- 2011 – Златко Живков (ПП Вяра, Морал, Родолюбие, Отговорност – Национален идеал за единство) печели на първи тур с 54,07% срещу кандидата на ГЕРБ Людмил Кръстев (Сандов)
- 2007 – Златко Живков (независим) печели на първи тур с 54,02% срещу кандидата на ГЕРБ Златко Тодоров
- 2003 – Златко Живков (независим) печели на втори тур с 59% срещу Светлин Лазаров (БСП).
- 1999 – Златко Живков (СДС) печели на първи тур с 55% срещу Димитър Митов (Обединена левица – Монтана).
- 1995 – Пенка Йорданова (Предизборна коалиция БСП, БЗНС Александър Стамболийски, ПК Екогласност) печели на втори тур с 56% срещу Людмил Кръстев (Сандов) (СДС).

### Общински съвет
Общинският съвет се състои от 33 съветници, които от местните избори през 2019 г. са разпределени както следва:
| Партия                                                                   | Изборен резултат | Съветници |
| ------------------------------------------------------------------------ | ---------------- | --------- |
| Местна коалиция „СДС (ГЕРБ, БНД, ВМРО-БНД и ЗНС)“                        | 57,36%           | 20        |
| Местна коалиция „НДСВ (ДПС, Новото време)“                               | 18,56%           | 7         |
| БСП за България                                                          | 13,26%           | 5         |
| Местна коалиция „Воля (Земеделски съюз „Александър Стамболийски“)“       | 3,08%            | 1         |
| Инициативен комитет                                                      | 1,58%            | -         |
| ПП Атака                                                                 | 1,20%            | -         |
| „Демократична България – обединение“ (ДА България, ДСБ, Зелено движение) | 1,19%            | -         |

### Общински символи
Гербът на Монтана представлява син щит, на който е изобразена покровителката на антична Монтана – богинята Диана. Гербът е увенчан с крепостна корона, а около щита има поставена девизна лента с надпис „Диана – покровителка на Монтана“. Утвърден е през 1997 г.
Знамето на града представлява разположени хоризонтално бяла и синя ивици, а в горния ляв кантон е поставен българският трикольор.
Между 1944 и 1993 г. на герба на Михайловград са изобразени 3 стилизирани пламъка като символ на Чипровското въстание, бунтовете от 1923 г. и 9 септември 1944 г.

### Побратимени градове
Монтана е побратимен град или партньор със следните градове и общини:
- Алпиняно, Италия
- Банска Бистрица, Словакия
- Бялогард, Полша
- Враня, Сърбия
- Дзержинский, Русия[19]
- Житомир, Украйна
- Инчуан, Китай
- Каракал, Румъния
- Криница, Полша
- Община Медияна, Сърбия
- Община Ноусли, Великобритания
- Пирот, Сърбия
- Салватиера, Испания
- Фонтен-Веркор, Франция
- Храдец Кралове, Чехия
- Шмалкалден, Германия

## Икономика

### Характеристика
В община Монтана са регистрирани над 2000 предприятия. Отрасловата характеристика се доминира от машиностроене, електротехника, хранително-вкусова промишленост. С над 50% дял са фирмите в сферата на търговията и услугите. Предприятията, работещи в областта на хотелиерството и ресторантьорството и промишлеността, са с дялове над 10%.
Значителна част от населението на града, предимно около средна възраст, се занимава със земеделие и скотовъдство през свободното си време в лични стопанства във вилните зони и околните села. Друга част работи временно или сезонно в Гърция, Италия и Испания.

### Транспорт
През Монтана минава железопътната линия Берковица – Бойчиновци, откъдето градът е свързан с Видин, Лом, Враца и Мездра. Експонат в чакалнята на гарата е влакът на поп Андрей от Септемврийското въстание 1923 г
Градът се намира на първокласен път Е79 Видин – Враца – София – Кулата и главен път 81 (Лом – София). Връзката на Монтана със София, от която Монтана е силнозависима икономически, е затруднена поради липса на съвременно изпълнение на участъка от Път 81 между Берковица и Костинброд.
Участъкът на Е79 от Враца до Монтана е ремонтиран, частично с 2 ленти в една посока. Път Е79 Монтана – Видин е изцяло ремонтиран през 2006 и 2007, но без да бъде разширен, като по цялата отсечка има само по една лента във всяка посока.
Построяването на Дунав мост 2 при Видин и присъединяването на България и Румъния към ЕС осигурява по-бърза връзка на региона със Средна Европа.
Липсва транспортна връзка със съседните окръзи в Сърбия. Граничният пункт при село Салаш (на 60 км от Монтана) е затворен от 40 г. През Монтана минава Паневропейски транспортен коридор 4.

### Търговия
В Монтана са разположени и няколко открити пазара, където се предлага земеделска продукция, произведена в региона.

## Здравеопазване
В града функционира МБАЛ „Д-р Стамен Илиев“ АД, поликлиника, Център по дентална медицина, МБАЛ „Сити Клиник Св. Георги“ ЕООД, както и множество частни лекарски и стоматологични кабинети.

## Образование

### Училища
- ОУ „Св. св. Кирил и Методий“
- ОУ „Иван Вазов“
- ОУ „Д-р Петър Берон“
- СУ „Христо Ботев“
- СУ „Н. Й. Вапцаров“
- СУ „Отец Паисий“
- СУ „Йордан Радичков“
- Профилирана природоматематическа гимназия „Св. Климент Охридски“[21]
- Профилирана гимназия с преподаване на чужди езици „Петър Богдан“
- Финансово-стопанска гимназия „Васил Левски“
- Професионална гимназия по строителство, архитектура и геодезия „Проф. арх. Стефан Стефанов“

- Професионална гимназия по техника и електротехника „Христо Ботев“
- Професионална гимназия по лека промишленост

### Детски градини
- ДГ № 1 „Щастливо детсво“
- ДГ № 2 „Незабравка“
- ДГ № 3 „Буратино“
- ДГ № 4 „Калинка“
- ДГ № 5 „Дъга“
- ДГ № 6 „Слънце“
- ДГ № 7 „Приказен свят“
- ДГ № 8 „Пролет“
- ДГ № 9 „Зора“
- ДГ № 10 „Детелина“
- ДГ № 11 „Изгрев“
- ДГ № 12 „Здравец“

### Други
- Обединена школа по изкуствата „Добри Христов“
- Обединен детски комплекс „Ние, врабчетата“

## Култура

### Забележителности
- Фонтани на площад „Жеравица“
- Антична крепост „Кастра ад Монтанезиум“
- Стара римска баня
- Открита археологическа експозиция Лапидариум на епиграфски паметници от римската епоха
- Влак на поп Андрей
- Паметник на Христо Михайлов
- Паметник на Васил Левски
- Паметник на Иван Вазов
- Паметник на Септемврийското въстание от 1923 г.
- Паметник на загиналите във войните за национално обединение
- Паметник на летеца-герой Богдан Илиев
- Паметник на Игнат Попов
- Паметник на Тодор Грънчаров
- Паметник на Гоцо Митов
- Паметник на Йордан Радичков

### Религиозни храмове
- Църква „Св. св. Кирил и Методий“
- Храм „Свети Дух“
- Храм "Св. вмчк. Димитър Солунски"

### Театър, музеи
- Драматичен театър „Драгомир Асенов“
- Регионален исторически музей – Монтана
- Градска художествена галерия – Монтана
- Художествена галерия „Кутловица“
- Михайлова къща

### Библиотеки, читалища
- Регионална библиотека „Гео Милев“
- Читалище „Разум“
- Читалище „Звезда – 2007“
- Читалище „Кутловица“

## Редовни събития
- Празник на града Свети Дух – променя се в зависимост от църковния календар
- Националните празници на духовите оркестри „Дико Илиев“
- В града ежегодно се провежда състезание по Раликрос и Автокрос
- Детски национален фолклорен конкурс „Напеви от Северозапада“
- Паметник на Йордан Радичков в парк „Монтанезиум“Международен турнир по спортни танци „Montana OPEN“
- Международна киноложка изложба
- Открит турнир по конен спорт
- Международен фолклорен фестивал
- Мото събор

## Паркове
- Градска градина
- Парк „Монтанезиум“
- Парк „Огоста“
- Слънчева градина
- Парк „Свети Дух“
- Попска градина
- Комплекс „Аугуста“
- Парк „Сините езера“

## Спорт
Регистрирани спортни клубове:
- СК „Бойни спортове – Монтана“ BJJ и ММА
- Кикбокс и Муай Тай клуб „Спарта“
- ПФК Монтана
- СК „Атлет“ – лека атлетика
- СК „Слава“ – борба
- СК „Слава 83“ – спортен клуб по бойни спортове
- Карате Клуб „Компас“
- Спортен клуб по волейбол „Монтана“
- Баскетболен клуб „Монтана 2003“ – баскетболен клуб (жени)
- Баскетболен клуб „Слава 99“ – баскетболен клуб (юноши)
- Баскетболен клуб „Монтана 2003“ (юноши)
- Клуб за конен спорт „Диана“
- АСК „Монтана Рейсинг“ – автомобилизъм

## Личности
Родени в Монтана
- Асен Греков (1893 – 1954) – български политик, военен и държавен деец
- Антонина Бочева (1914-2002) - скулптор
- Ахмед Юсеин (р.1948 г.) - учител, депутат в 38-то Народно събрание
- Александър Лашков (р.1943 г.) - български теолог, музикант,  свещеник
- Борислав Тодоров (1918-    ) - проф. д-р, ревмокардиолог и пулмолог
- Борислав Дамянов (р.1998 г.) - футболист,  полузащитник
- Бисер Петков (р.1963 г.) - политик, учен (икономист, доцент), бивш министър на труда и социалната политика (2017-2019) в третото правителство на Бойко Борисов
- Бисерка Петрова (р.1977 г.) - политик,  народен представител в XLI народно събрание
- Васил Антонов (р.1956 г.) - политик
- Ваньо Танов (1958-2016) - офицер, от МВР, генерал, директор на агенция "Митници" (2009-2016)
- Венелин Трифонов (р.1945 г.) - инженер, художник
- Веселин Михайлов (р.1958 г.) - футболист,  нападател
- Владислав Петров (р.1976 г.) - аниматор, художник, актьор ( с артистични псевдоними Кулизайо и Кулю)
- Георги Апостолов (1923 – 2015) – скулптор
- Георги Божинов (1838-1928) - политик, кмет на Голяма Кутловица (1879-1883)
- Димитър Церовски (р. 1985 г.) – краевед и общественик
- Димитър Тотев Димитров - инженер химик
- Димитър Аврамов (р.1977 г.) - политик, икономист
- Димитър Генов (р.1990 г.) - волейболист
- Димитър Митов (р. 1997 г.) - вратар
- Димитър Пемперски (р.1975 г.) - футболист,  полузащитник
- Димитрина Александрова Майер (р.1961 г.) - журналист
- Драгомир Асенов (1926 – 1981) – драматург
- Добринка (Бинка) Николова Асенова (1924-    ) - заслужила артистка
- Денис Димитров (р. 1994 г.) - лекоатлет,  спринтьор, европейски вицешампион
- Елен Колева (р. 1984) – актриса
- Елена Станоева (р.1946 г.) - доц. д-р на химическите науки
- Златко Живков (р. 1959) – български политик
- Иван Михайлов (1897 – 1982) – български политик, военен и държавен деец
- Иван Рудников (1921 – 2008) – поет и юрист
- Иван Пейчев (1901-1968) - радиоинженер, генерал-майор, зам. министър на съобщенията (1952-1956)
- Иван Кралов (р.1969 г.) - български учен, инженер, ректор на Техническия университет в София
- Ивайло Георгиев (р.1942 г.) - футболист
- Ивайло Иванов (р.1994 г.) - джудист
- Ирена Анастасова (р.1955 г.) - политик от БСП
- Ирена Димова ( р.1974 г.) - политик, икономист, народен представител
- Йордан Наумов (1915-    ) - проф. д-р, специалист по медико-санитарна защита и медицинска география
- Йоан Бауренски (р.2001 г.) - футболист, халф
- Иван Еленков (р.1956 г.) - историк
- Кева Апостолова (р. 1946) – писател
- Кирил Кавадарков (р. 1943) – актьор
- Крум Йорданов (1900-1958) - поет, журналист
- Красимир Димитров (р.1967 г.) - юрист, общественик,  Декан на Юридическия факултет на Русенския университет "Ангел Кънчев"
- Любен Коларов (1894 – 1946) – политик от БЗНС
- Мария Димова (1901-1944) - балетмайстор
- Мирослав Антонов (р. 1986) – футболист
- Моис Нисим Меламед (1931-   ) - лекар оториноларинголог, д-р на медицинските науки (1983 г.)
- Милан Миланов (1946-2015) - български офицер,  бригаден адмирал (понастоящем комодор, което отговаря на бригаден генерал)
- Нели Рангелова (р. 1958) – поп певица
- Огнян Николов (1960-2012) – оперен певец
- Петко Симеонов (р. 1942) – писател и политик
- Пламена Гетова (р. 1953) – актриса
- Пламен Антов (р.1964 г.) - литературен историк, поет, драматург
- Пейчо Пейчев (1913-1996) - генерал-майор
- Радослав Ценов (р.1953 г.) - художник
- Райко Първанов (1917-1984) - български офицер,  инженер, генерал-майор от МВР
- Румен Ангелов Видов (1952-2020) - политик, кмет на община Видин (2007-2011)
- Румен Панайотов (р.1968 г.) - футболист,  централен полузащитник
- Сашо Пенов (р.1960 г.) - професор,  юрист,  доктор по право, декан на Юридическия факултет на Софийския университет (2011-2019)
- Светлана Лесева (р. 1967) – лека атлетика
- Стилиян Петров ( р. 1979) – футболист
- Стефан Савов (1896 – 1969) – драматург и актьор
- Стоян Николов – Торлака (1979-2022) – писател
- Славчо Красински (1909-1984) - писател (псевдоним на Венцислав Генков Кръстев)
- Самуил Видас (1924-1984) - хоров диригент
- Симона Евгениева (р.1994 г.) - модел, носителка на титлата "Мис България"
- Соня Чакърова (р.1981 г.) - българска народна певица,  телевизионен водещ,  режисьор
- Теодор Тодоров (р. 1989) – волейболист
- Филип Илиев (р.1987 г.) - футболист
- Христо Михайлов – политически и военен деец на БРП
- Цветан Ватев (р.1943 г.) - актьор
- Юлиян Йорданов (1931-  ) - филолог, литературен критик

## Други
На Монтана са наречени улиците „Кутловица“ в квартал „Подуяне“ (Карта) и в квартал „Модерно предградие“ (Карта) в София.

## Галерия
- Язовир „Огоста“
- Изглед към язовира
- Басейнът до язовира
- Плаж Аугуста с басейна
- Инфраструктура

- Паметници
- Игнат Попов
- Тодор Грънчаров
- Гоцо Митов